# 青樓
青樓，最早是指「帝王的宮殿」或「門閥豪貴的樓閣」，有時則作為豪門高戶的代稱。自唐宋以來成為妓院的代稱。
又有一說，青樓最早是由管仲建立。在古代社會，許多適齡女子都被賣到了富貴人家去當丫鬟做事，因此在那個年代，許多男子找不到老婆、無法成家即可歸因於適婚男女比例的失衡。在這些女子之中，甚至有高達七十多歲者始終單身。為了解決男性找不到老婆的問題，一些適齡女子開始被安排到特定的地方做事，漸漸的演变成青樓。

## 考証
《南齊書·卷七·東昏侯本紀》：「世祖興光樓，上施青漆，世謂之青樓。」清代江南才子袁枚《隨園詩話》中說：“齊武帝於興光樓上施青漆，謂之青樓”，並指出：“今以妓院為青樓，實是誤矣。”可見“青樓”原先乃是帝王之居。
《晉書·卷八十九·忠義傳·麴允》：「與游氏世為豪族，西州為之語曰：麴與游，牛羊不數頭，南開朱門，北望青樓。」
魏晉六朝詩中，也把帝王的青樓，指美女居住的地方。三國曹植《美女篇》：「借問女安居，乃在城南端；青樓臨大路，高門結重關。」北周庾信《春日觀早朝》：「繡衣年少朝欲歸，美人猶在青樓夢。」
最早稱妓院為青樓，則出自南梁劉邈的《萬山採桑人》一詩，內有“娼女不勝愁，結束下青樓”，此句中的“青樓”就因襲前人而誤傳。此後的詩人墨客們便以訛傳訛，皆稱妓院為“青樓”了。如唐杜牧《遣懷》：“十年一覺揚州夢，贏得青樓薄倖名。”《儒林外史》第三十回：“比如要在梨園中求知己，便是愛女色的要於青樓中求一個情種，豈不大錯？”